# 타이 러니언
타이 러니언(영어: Tygh Runyan, 1976년 6월 13일 ~ )은 캐나다의 배우 겸 가수이다.
밴쿠버 출신. 드라마 《베르사유》에서 파비앵 마르샬 역으로 출연했다.

## 출연 작품
- 퓨너럴 데이 (2016년)
- 다크 하베스트 (2016년)
- 더 브라더 (2014년)
- 이크리시 (2014년)
- 포겟 앤 포기브 (2014년)
- 메이킹 더 룰 (2014년) - 맷 역
- 이츠 크리스마스, 캐롤! (2012년) - 벤 역
- 글루 (2012년) - 톰 역
- 컴포팅 스킨 (2011년)
- 도플갱어 폴 (2011년)
- 써스트 (2010년)
- A Night for Dying Tigers (2010)
- 로드 투 노웨어 (2010년)
- SGU 스타게이트 유니버스 (2009년)
- 어 건 투 더 헤드 (2009년)
- 리틀 디즐 (2009년)
- 컨페션스 오브 어 고고 걸 (2008년)
- 토론토 스토리스 (2008년) - 보리스 역
- 서배티컬 (2007년)
- 노말 (2007년)
- 부트 캠프 (2007년) - 로갠 역
- 지구 최후의 날: 외계의 습격 (2006, Final Days of Planet Earth)
- 가장 무서운 이야기 (2006년)
- 스탠리의 여자친구 (2006년)
- 스네이크 온 어 플레인 (2006년) - 테일러 역
- 케이블 비치 (2004년) - 카일 역
- 올리버 트위스트 (2003년)
- 에밀 (2003년) - 프레디 역
- 워치타워 (2001년)
- K-19 위도우메이커 (2001년)
- 15분 (2001년)
- 패스워드 (2001년) - 래리 뱅크스 역
- 스크류드 (2000년)
- 진실을 위하여 (1999, Our Guys: Outrage at Glen Ridge)
- 크레들베이 (1998년)
- 키친 파티 (1997년) - 웨인 역
- 저격자 (1996년)

### 텔레비전
- 배틀스타 갤럭티카 - 2004년 시리즈 (2004년)
- 베르사유 시즌1 (2015년)